# Liste der Pfarren im Dekanat Greifenburg
Das Dekanat Greifenburg ist ein Dekanat der römisch-katholischen Diözese Gurk.
Es umfasst 11 Pfarren.

## Pfarren mit Kirchengebäuden
| Pfarre             | Patrozinium             | Kirchengebäude | Bild |
| Berg im Drautal    | Mariä Geburt            | Pfarrkirche Berg im Drautal Filialkirche St. Athanas, Filialkirche Emberg, Filialkirche Feistritz, Filialkirche Frallach, Filialkirche Goppelsberg, Filialkirche Oberberg                                                                               |      |
| Dellach im Drautal | Hl. Margareta           | Pfarrkirche Dellach im Drautal Filialkirche Schlosskapelle Stein, Filialkirche Draßnitzdorf, Filialkirche Glatschach |      |
| Greifenburg        | Hl. Katharina           | Pfarrkirche Greifenburg Filialkirche St. Vitus, Filialkirche Maria Krönung |      |
| Irschen            | Hl. Dionysius           | Pfarrkirche Irschen Filialkirche St. Andreas in Rittersdorf, Filialkirche St. Johann im Walde, Filialkirche St.-Anna-Kapelle in Simmerlach, Filialkirche St. Salvatorkapelle in Potschling, Filialkirche Kapelle zur Schmerzhaften Mutter in Supersberg |      |
| Lind im Drautal    | Hl. Bartholomäus        | Pfarrkirche Lind im Drautal Filialkirche Gajach, Filialkirche Fellbach "Maria Heimsuchung", Filialkirche Maria Hilf Kapelle ob Lind |      |
| Oberdrauburg       | Hl. Oswald              | Pfarrkirche Oberdrauburg Filialkirche Maria Hilf |      |
| Ötting             | Hl. Georg               | Pfarrkirche Ötting Filialkirche Pirkach – Heiligste Dreifaltigkeit, Filialkirche Gailbergstöckl (Kapelle) |      |
| Sachsenburg        | Hl. Margareta           | Pfarrkirche Sachsenburg Filialkirche Kalvarienbergkapelle, Filialkirche Obergottesfeld |      |
| Steinfeld-Radlach  | Hl. Johannes der Täufer | Pfarrkirche Steinfeld-Radlach Filialkirche Gerlamoos, Filialkirche Lengholz, Filialkirche Radlach |      |
| Waisach            | Hl. Nikolaus            | Pfarrkirche Waisach Filialkirche Amlach, Filialkirche Gatschach |      |
| Zwickenberg        | Hl. Leonhard            | Pfarrkirche Zwickenberg Filialkirche Kapelle zur Schmerzhaften Muttergottes |      |

Siehe auch → Liste der Dekanate der Diözese Gurk